# Klorprotixen

Strukturformel

Klorprotixen (Truxal®), ett neuroleptikum som används mot schizofrena, paranoida och maniska psykostillstånd. Truxal tillverkas av danska läkemedelsföretaget Lundbeck.

## Användning
Läkemedlets huvudsakliga användningsområden är schizofrena och paranoida tillstånd samt maniska och organiska psykoser. 
Patienter med cirkulatorisk kollaps, nedsatt CNS-funktion, komatösa tillstånd och feokromocytom ska inte använda klorprotixen.

## Biverkningar
Extrapyramidala biverkningar kan inträffa, framförallt i början av behandlingen. Dessa kan vanligen hanteras väl genom att sänka dosen eller tillägg av antiparkinsonsmedel. I mycket sällsynta fall förekommer malignt neuroleptikasyndrom, som är ett allvarligt och potentiellt livshotande tillstånd.
Några vanliga biverkningar är hjärtklappning, takykardi, somnolens, yrsel, muntorrhet och urinretention.

## Farmakologi

### Farmakodynamik
Den huvudsakliga verkningsmekanismen för klorprotixen är blockering av dopaminreceptorer i hjärnan. Läkemedlet har likt andra antipsykotiska läkemedel även hög affinitet för 5-HT2-receptorer (serotoninreceptorer), vilket troligen bidrar till den antipsykotiska effekten. Andra receptorer som påverkas är histamin H1-receptorer (histaminreceptorer) och kolinerga muskarina receptorer (acetylkolinreceptorer).
I kliniken är klorprotixen ett högdosneuroleptikum med lugnande egenskaper. Det förbättrar ångest, tvångssymptom, psykomotorisk agitation, rastlöshet, insomnia, hallucinationer, tankestörningar och andra psykotiska symptom.

### Farmakokinetik
Klorprotixen ges i form av tabletter och ger högst koncentration i blodet efter cirka 2.5 timmar. Biotillgängligheten är cirka 12%. Halveringstiden är cirka 15 timmar, med variation mellan 3 och 29 timmar.
Utsöndring sker både genom avföring och urin. Små mängder passerar över i bröstmjölk hos ammande kvinnor, men inte tillräckligt för att orsaka några skadliga effekter hos barnet.

## Historia
Klorprotixen var det första antipsykotiska läkemedlet av tioxantentyp som kunde syntetiseras, och kom ut på marknaden 1959. Läkemedelsbolaget Lundbeck utvecklade klorprotixen och är än idag den enda tillverkaren. Sertralin och liknande antidepressivum sägs härstamma från strukturella modifikationer av klorprotixen.